# Buddha for Mary
"Buddha for Mary" é uma canção da banda norte-americana de rock alternativo 30 Seconds to Mars. A canção está incluída no primeiro álbum de estúdio da banda, 30 Seconds to Mars, lançado em 2001.

## Composição
Sobre a letra, Jared Leto divulgou: "…que [Buddha for Mary] não é sobre uma pessoa específica, e se trata de apenas uma metáfora." A canção fala sobre uma garota, chamada Mary, a qual fala de seus defeitos e qualidades e narra certos acontecimentos de sua vida.

## Desempenho nas paradas musicais
| Parada musical (2009–2010)    | Melhor posição |
| ----------------------------- | -------------- |
| Polónia - Polish Music Charts | 28             |
| Polónia - Polish Rock Charts  | 1              |